# Kamień (gmina, Lublin)
Pour les articles homonymes, voir Kamień.
Kamień est une gmina rurale (gmina wiejska) de la powiat de Chełm, dans la Voïvodie de Lublin, dans l'est de la Pologne, à la frontière avec l'Ukraine.
Son siège administratif (chef-lieu) est le village de Kamień, qui se situe environ 9 kilomètres au sud-est de Chełm (siège du powiat) et 73 kilomètres à l'est de la capitale régionale Lublin (capitale de la voïvodie).
La gmina couvre une superficie de 96,9 km2 pour une population de 4 037 habitants en 2006.

## Histoire
De 1975 à 1998, la gmina est attachée administrativement à la voïvodie de Chełm.

Depuis 1999, elle fait partie de la voïvodie de Lublin.

## Géographie
La gmina inclut les villages et localités de :

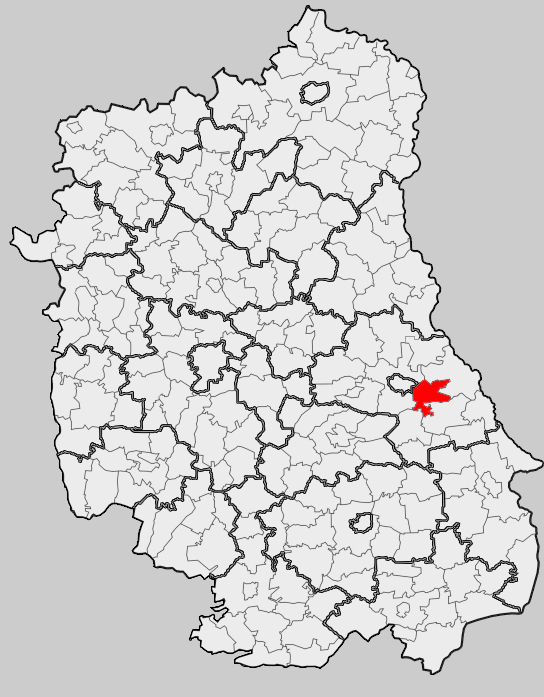
Position de la gmina dans la voïvodie

- Andrzejów
- Czerniejów
- Haliczany
- Ignatów
- Ignatów-Kolonia
- Józefin
- Kamień
- Kamień-Kolonia
- Koczów
- Majdan Pławanicki
- Mołodutyn
- Natalin
- Pławanice
- Pławanice-Kolonia
- Rudolfin
- Strachosław
- Wolawce

### Gminy voisines
La gmina de Kamień est voisine des gminy suivantes :
- Chełm
- Dorohusk
- Leśniowice
- Żmudź

## Structure du terrain
D'après les données de 2002, la superficie de la commune de Kamień est de 96,9 kilomètres carrés, répartis comme telle :
- terres agricoles : 81 %
- forêts : 7 %

La commune représente 5,44 % de la superficie du powiat.

## Démographie
Données du 30 juin 2004:
| Description        | Total  | Total | Femmes | Femmes | Hommes | Hommes |
| ------------------ | ------ | ----- | ------ | ------ | ------ | ------ |
| Unité              | Nombre | %     | Nombre | %      | Nombre | %      |
| Population         | 4 003  | 100   | 1 998  | 49,9   | 2 005  | 50,1   |
| Densité (hab./km²) | 41,3   | 41,3  | 20,6   | 20,6   | 20,7   | 20,7   |